# 西藏苎麻
西藏苎麻（学名：Boehmeria tibetica）是荨麻科苎麻属的植物，是中国的特有植物。分布在中国大陆的西藏等地，生长于海拔2,100米至2,700米的地区，见于山谷杂木林中，目前尚未由人工引种栽培。